# Resolución 955 del Consejo de Seguridad de las Naciones Unidas
La resolución 955 del Consejo de Seguridad de las Naciones Unidas, aprobada el 8 de noviembre de 1994, después de recordar todas las resoluciones del Consejo de Seguridad sobre Ruanda, el Consejo observó que se habían producido graves violaciones del Derecho internacional humanitario en el país y, en virtud del Capítulo VII de la Carta de las Naciones Unidas, estableció el Tribunal Penal Internacional para Ruanda (TPIR).
El Consejo de Seguridad reconoció la tarea de la Comisión de Expertos establecida en la Resolución 935 (1994), y expresó su preocupación por los informes de genocidio y otras violaciones generalizadas del derecho internacional humanitario que habían tenido lugar en Ruanda. Declara que la situación constituía una amenaza para la paz y la seguridad a nivel internacional y que estaba decidido a poner fin a este tipo de delincuencia, llevando ante la justicia a los responsables para restablecer la paz. El Consejo creía que el establecimiento de un tribunal internacional velaría porque estas violaciones cesaran y se abordaran. En este sentido, se destacó la necesidad de la cooperación internacional para fortalecer el sistema judicial en Ruanda.
El TPIR y sus estatutos se establecieron después de observar la solicitud del Gobierno de Ruanda para crear un tribunal internacional para el enjuiciamiento de las graves violaciones del derecho internacional humanitario en Ruanda entre el 1 de enero y el 31 de diciembre de 1994. Se instó a todos los países a cooperar con el TPIR y sus órganos y adoptar medidas en virtud del derecho interno para aplicar esta resolución. También se pidieron fondos, equipos y servicios al tribunal para apoyar al proceso. El gobierno de Ruanda sería notificado antes de tomar decisiones sobre el cumplimiento o la conmutación de la pena en virtud de los artículos 26 y 27 del Estatuto del Tribunal Internacional para Ruanda.
Se pidió al secretario general Butros Butros-Ghali que velara por la inmediata implementación de esta resolución y para establecer el funcionamiento del tribunal, incluidas las disposiciones relativas a su ubicación. Esto sería determinado tomando en consideración la justicia y la equidad, así como la eficiencia administrativa, el acceso al testigo y la economía. También señaló que el TPIR se podría reunir fuera de su sede para discutir sus funciones. El Consejo concluyó afirmando que el número de jueces y cámaras judiciales se podría aumentar cuando fuera necesario.
La resolución 955 fue aprobada por 13 votos a favor y 1 voto en contra de Ruanda, mientras que la República Popular China se abstuvo. A pesar de que Ruanda lo había apoyado en sus inicios, se oponía al periodo cubierto por el tribunal, del 1 de enero al 31 de diciembre de 1994, que consideraba insuficiente y que tenía que haber sido ampliado hasta el 1 de octubre de 1990, cuando empezaron las hostilidades. También rechazó la ausencia de la pena de muerte en las cláusulas del Estatuto; que tenía que ser una entidad independiente con su propia Cámara de Apelaciones y el Fiscal; que sólo tiene que perseguir el genocidio y crímenes contra la humanidad; que los perseguidos por el tribunal podrían ser encarcelados en terceros países; que las decisiones relativas a la aplicación o la conmutación de las sentencias no tienen que ser responsabilidad de terceros países; y que su sede tiene que estar en Ruanda. China se abstuvo de votar porque consideraba el genocidio como un asunto interno de Ruanda.